# Rowdy Herrington
Pour les articles homonymes, voir Herrington.
Rowdy Herrington (né en 1951 à Pittsburgh, Pennsylvanie) est un réalisateur et scénariste américain.

## Filmographie

### Comme réalisateur
- 1988 : Sur le fil du scalpel (Jack's Back) (+ scénariste)
- 1989 : Road House (Québec : Bar routier) (Road House)
- 1992 : Gladiator
- 1993 : Piège en eaux troubles (Striking Distance) (+ scénariste)
- 1999 : Murder of Crows (A Murder of Crows) (vidéo) (+ scénariste)
- 2001 : Présumé Coupable (The Stickup) (+ scénariste)
- 2003 : I Witness
- 2004 : Bobby Jones, naissance d'une légende (Bobby Jones: Stroke of Genius) (+ scénariste)